# تاكاهيرو تانيأو
تاكاهيرو تانيأو (باليابانية: 谷尾 隆博) (مواليد 26 فبراير 1991)، هو لاعب كرة قدم ياباني سابق كان يلعب كمهاجم.

## وصلات خارجية
- تاكاهيرو تانيأو على موقع رابطة كرة القدم اليابانية للمحترفين (اليابانية)
- تاكاهيرو تانيأو على موقع قاعدة بيانات كرة القدم.إي يو (الإنجليزية)
- تاكاهيرو تانيأو على موقع Soccerway.com (الإنجليزية)
- تاكاهيرو تانيأو على موقع عالم كرة القدم.نت (الإنجليزية)